# Januš Antonín Wiśniowiecký
Januš Antonín Wiśniowiecký (polsky Janusz Antoni Wiśniowiecki, 14. června 1678 Lvov – 16. ledna 1741 tamtéž) byl polsko-litevský šlechtic, kníže z polsko-rusínského šlectického rodu Wiśniowieckých, litevský a polský dvorní maršál (1699–1702), kastelán vilenský (1702–1703), později vojvoda vilenského kraje (1704–1706), vojvoda a kastelán krakovský.

## Životopis
Narodil se ve Lvově jako syn Konstantina Kryštofa Wiśniowieckého a Anny Chodorowské.

## Manželství a potomci
Byl ženatý s Teofilou Leszczyńskou, s níž měl dceru Uršulu Františku (1705–1753), později provdanou za Michala Kazimíra Radziwiłła zv. Rybeńko